# Laenagenius apterus
Genre
Espèce
Laenagenius apterus, seul représentant du genre Laenagenius, est une espèce de coléoptères de la famille des Pterogeniidae.

## Répartition et habitat
Cette espèce est décrite de Chine.

## Taxinomie
L'espèce est décrite en 2005 par l'entomologiste Ivan Löbl.